# Мечеть Ак
Ак Мечеть (узб. Oq masjid, букв. «Белая мечеть») — мечеть в Хиве (Узбекистан). Является частью ансамбля внутреннего города (Ичан-Кала), обнесённого стеной, которая является объектом Всемирного наследия. Расположена рядом с восточными воротами (Палван-дарваза).
Фундамент был заложен в 1647 году вместе с баней Ануш-хана. Представляет интерес резная отделка дверей мечети, ажурные оконные решетки, деревянные колоны с резными базами. Судя по надписи на дверях, современное здание датируется 1838—1842 годами. Надписи также упоминают имена хивинских мастеров резьбы по дереву Нур Мухаммада сына Адин Каландара; Каландара, сына Сейд Мухаммада. Мечеть состоит из купольного зала с тремя примыкающими галереями. Южная стена содержит михраб-нич, ориентирующий верующих в сторону Мекки.
Мечеть состоит из квадратного куполообразного помещения (6,35 на 6,35 м), окруженного с трёх сторон портиком (айваном). Общий размер мечети составляет 25,5 на 13,5 м.